# Gare de Tsurusaki
La gare de Tsurusaki (鶴崎駅, Tsurusaki-eki) est une gare ferroviaire de la ville d'Ōita, dans la préfecture éponyme au Japon. Elle est gérée par la compagnie JR Kyushu.

## Situation ferroviaire
La gare est située au point kilométrique (PK) 141,0 de la ligne principale Nippō.

## Histoire
La gare a été inaugurée le 1er avril 1914.

## Service des voyageurs

### Accueil
La gare dispose d'un bâtiment voyageurs, avec guichets, ouvert tous les jours.

### Desserte
- Ligne principale Nippō :
  - voie 1 : direction Ōita, Beppu et Kokura
  - voie 2 : direction Saiki, Nobeoka et Miyazaki